# 梁慶庭
梁慶庭（葡萄牙語：Leong Heng Teng，1947年9月10日—，GLM）暨南大學社會學學士。澳門街坊會聯合總會會長。曾任澳門特別行政區行政會成員（1999年12月20日—2019年12月19日）、發言人（2009年12月21日—2019年12月19日），以及廣東省佛山市政協委員。曾任澳門立法會議員（自1991年—2009年）。

## 特別經歷
- 2008年夏季奧林匹克運動會聖火傳遞澳門站最後一棒